# Juliet Raphael Michael
Juliet Raphael Michael là một chính trị gia người Nam Sudan. Cô đã từng là Bộ trưởng Cơ sở hạ tầng vật lý của Western Bahr el Ghazal kể từ ngày 18 tháng 5 năm 2010 